# Apasra Hongsakula
Apasra Hongsakula  (en tailandés อาภัสรา หงสกุล pronunciado  [āːpʰátrāː hǒŋsàkūn] Bangkok, 17 de enero de 1947) es una reina de belleza de origen tailandés, la primera representante de Tailandia en ser coronada como Miss Universo, el 24 de julio de 1965, en Miami Beach, Estados Unidos.
Fue apodada en la adolescencia «Pook» («Gorda») por su madre, por haber sido una bebé gordita, después de ser coronada como Miss Tailandia, a inicios de 1965, fue preparada para la disputa del Miss Universo personalmente por Su Majestad la Reina de Tailandia Sirikit. Sus mejores cualidades eran una elegancia natural, una piel de porcelana y una serenidad de realeza. Desde que llegó a Miami, vivió en un protocolo real, demostrado por su postura, belleza y un guarda ropa extraordinario.
Fue la única morena incluida en las Top 5, Apasra derrotó a Miss Holanda, Miss Finlandia, Miss Suecia y a Miss EE.UU, siendo la segunda mujer asiática y la primera de su país; conquistó al público y al jurado con su belleza exótica y costumbres de la realeza tailandesa, fuera del estereotipo latino o caucásico que dominaron al Miss Universo.

## Vida posterior
Después de coronar a su sucesora, Apasra volvió a Tailandia y contrajo matrimonio con un primo de la Reina Sirikit, un millonario dueño de un centro comercial, de este matrimonio quedó un hijo pues acabó en divorcio. Designada más tarde como embajadora de cultural por el Ministerio de Turismo de Tailandia, aún hoy es una figura reverenciada en su país, como alguien de la familia real, y está siempre involucrada en campañas que ofrezcan beneficios para las poblaciones más vulnerables económicamente.
Volvió a tener contacto con el Miss Universo dos veces más cuando fue jurado de las ediciones de 1973 en Atenas y de 1979, en Perth, en Australia.
En 2014 se popularizó en la red una foto de aquel año en la que parece no envejecer, Apasra respondió en un comunicado que su fisonomía se debe a que ha mantenido una vida sana, basada una buena alimentación y la práctica de ejercicio diario. Aspara tiene su propio spa en Bangkok.

| Predecesor: · Corinna Tsopei · Grecia | Miss Universo 1965 | Sucesor: · Margareta Arvidsson · Suecia |